# Río Mandyani
Río Mandyani är ett vattendrag i Ekvatorialguinea. Det ligger i den sydvästra delen av landet, 300 km söder om huvudstaden Malabo.